# 鹿児島県道44号京泊大小路線
鹿児島県道44号京泊大小路線（かごしまけんどう44ごう きょうどまりおおしょうじせん）は、鹿児島県薩摩川内市を通る県道（主要地方道）である。

## 概要
鹿児島県薩摩川内市港町から薩摩川内市大小路町を結ぶ。
現在の路線は1958年（昭和33年）11月1日に鹿児島県告示773号により認定された。

### 路線データ
- 起点：鹿児島県薩摩川内市港町（九州電力川内発電所）
- 終点：鹿児島県薩摩川内市大小路町（国道267号入口交差点、国道3号交点、国道267号終点）
- 陸上距離：10.598 km[1]

## 歴史
- 1958年（昭和33年）11月1日 - 鹿児島県告示773号により認定[2]。
- 1993年（平成5年）5月11日 - 建設省から、県道京泊大小路線が京泊大小路線として主要地方道に指定される[3]。

## 地理

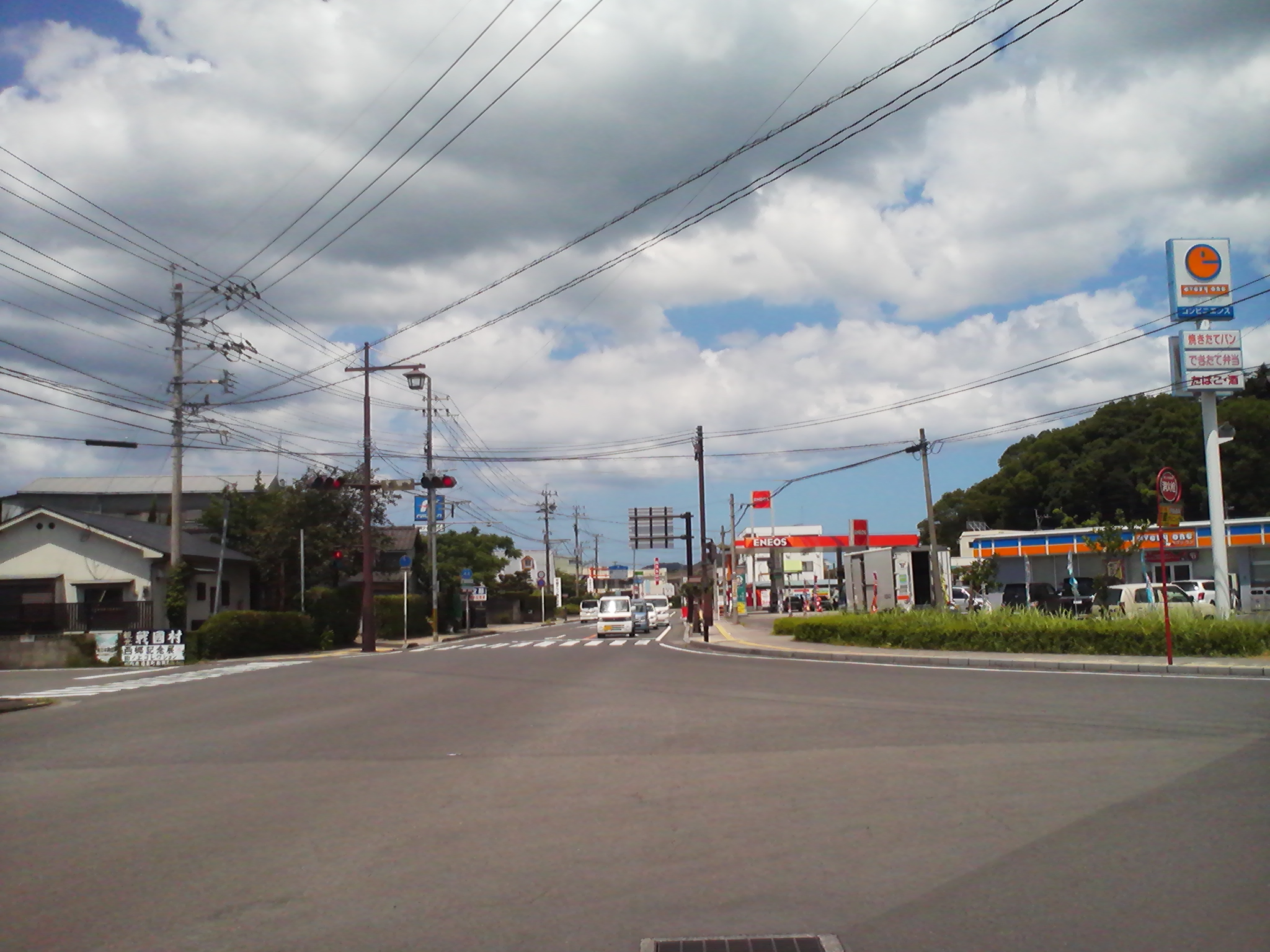
宮内交差点から京泊方面を望む

### 通過する自治体
- 薩摩川内市

### 交差する道路
| 交差する道路              | 交差する場所 | 交差する場所               |
| ------------------------- | ------------ | -------------------------- |
| 鹿児島県道338号京泊草道線 | 港町         | 港町交差点                 |
| 国道3号 国道267号         | 大小路町     | 国道267号入口交差点 / 終点 |

### 沿線
- 九州電力川内発電所
- 薩摩川内市立川内北中学校